# جریان چگال

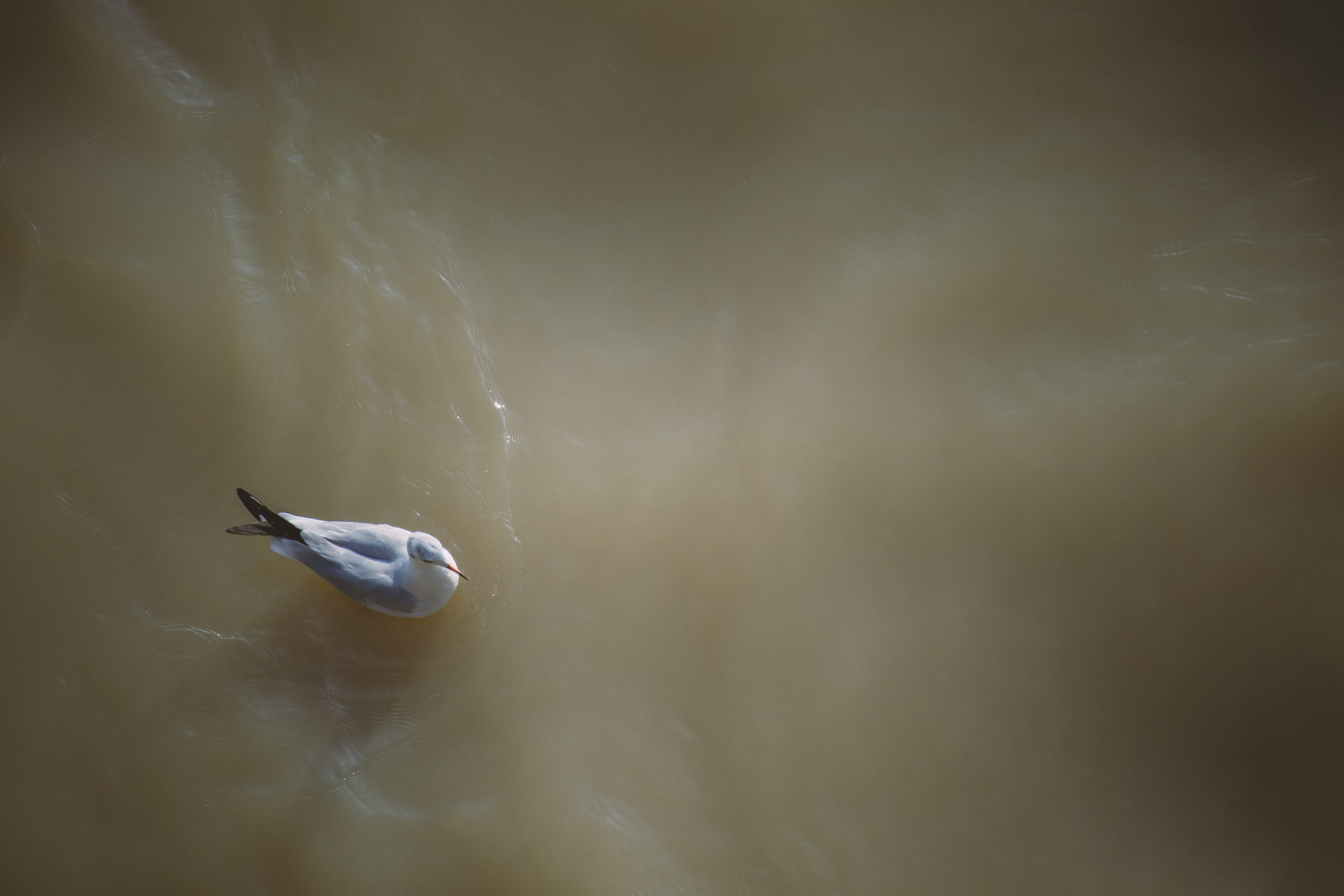
رسوبات آبرفتی جریان آب گل آلود رودخانه کر در شهر تفلیس که در انتها به دریای خزر می ریزد

جریان‌های چگالی در اثر حرکت یک سیال در محیطی با چگالی متفاوت ایجاد می‌شود. این اختلاف چگالی می‌تواند بر اثر اختلاف دما، ذرات معلق و مواد شیمیایی باشد. به علت تأثیر جریان‌های چگالی در پدیده‌های اقیانوسی، جوی و همچنین رسوبگذاری مخازن سدها، بررسی و مطالعهٔ اینگونه جریان‌ها بسیار حائز اهمیت است.
اختلاف چگالی موجود بین دو سیال که عامل اصلی ایجاد این گونه جریان‌ها می‌باشند، و اندازهٔ نیرویی که باعث حرکت جریان می‌شود و به تناسب آن سرعت جریان مستقیماً به گرادیان چگالی وابسته‌است. این اختلااف چگالی می‌تواند بر اثر عوامل مختلفی همچون مواد نامحلول، تفاوت دما یا ذرات معلق موجود در سیال باشد. نمونه‌های زیادی از این جریان‌ها در طبیعت مشاهده می‌شود که به عنوان مثال می‌توان به نسیم‌های دریایی اشاره کرد که بر اثر حرکت هوای مرطوب و خنک دریا بر روی زمین ایجاد می‌شود. طوفان ‌های همراه با رعد وبرق، توفان‌های شن در بیابان‌ها، ایجاد و سقوط بهمن در کوه‌ها، حرکت گدازه‌های خروجی از آتش فشان و جریان‌های جت مانند خروجی از سطوح گرم مثال‌های دیگری از این گونه جریان‌ها می‌باشند.
در اقیانوس‌ها و دریاها (یا دریاچه‌ها) جریان آب گل آلود (که به‌طور مثال از رودها وارد دریا یا از دریا وارد اقیانوس می‌شود) باعث رسوب گذاری و جابه جایی ذرات در بستر دریا می‌شود. وجود زندگی جانداران و هوادهی، در عمق دریا و نزدیک بستر، پدیده‌هایی هستند که از جریان گل آلود (یکی از انواع جریان‌های چگالی ) تأثیر می‌پذیرند. تعیین سرعت این جریان‌ها به صورت قابل توجهی تشخیص فرایند شکل‌گیری کانال‌ها و تنگه‌های زیردریایی را بهبود می‌بخشد . سرعت جریان‌های گل آلود در حدود ۳۵۰ مایل دریایی بر ساعت تخمین زده شده‌است و حتی گزارش‌های مبنی بر پارگی کابل‌های زیردریایی بر اثر این جریان‌ها نیز ارائه شده‌است .
با توجه به رسوبگذاری جریان‌های گل آلود در مخازن سدها، شناخت هیدرودینامیک این جریان‌ها تأثیر به سزایی در افزایش عمر مفید سدها خواهد داشت. با توجه به موارد گفته شده شناسایی هیدرودینامیک و مشخصات جریان‌های چگالی اهمیت زیادی در زمینه‌های مختلف دارد، مثلاً می‌توان به محافظت از ناوگان دریایی، آلودگی جو، علم حشره‌شناسی و کنترل طاعون، فناوری فشرده سازی گازها، علم اندازه گیری و پیش‌بینی هوا، پاک سازی نشت نفت، افزایش عمر مفید سدها و ... اشاره کرد.